# 三國志VII
《三國志VII》是一款由光榮公司製作的歷史策略遊戲。本遊戲為三國志系列的第七代作品。本遊戲於2000年2月18日在電腦平台發行，2000年8月31日在PlayStation 2日本地區發行，於2002年6月25日在PlayStation 2北美地區發行。
本作有史實、演義登場武將520名，為三國志本傳系列角色扮演第一作，加上自創登錄武將100名，能操控的角色達620位。
威力加強版增加簡短劇本模式、自創寶物功能。此外還有新的戰術模擬模式。
PlayStation 2版本中含有威力加强版内容。
Fami通給予本遊戲PlayStation版本30/40的分數。給予PlayStation2版本32/40的分數。

## 劇本
- 189年 漢室衰微 豺狼當道
- 194年 天下騷亂 群雄逐鹿
- 200年 鐵騎渡河 官渡大戰
- 207年 臥龍施計 火燒赤壁
- 217年 皇叔入蜀 三分天下
- 225年 先主託孤 丞相出師
- 257年 司馬專權 淮南起義

### 增加劇本
- 184年 張角起義 黃旗飄飄（PS2版本開始）
- 197年 奉戴天子 魏武崛起
- 209年 群雄相競 荊州爭霸

### 威力加強版劇本
- 192年 呂王合謀 誅殺相國
- 202年 本初病亡 諸子爭權
- 211年 馬超東進 對峙奸雄
- 227年 蜀漢南征 虎視祁山
- 234年 丞相星落 姜維退兵

## 評價
遊戲獲《电脑报》「策略游戏」類別的2000—2001年度编辑选择奖，編輯稱讚光榮讓玩家扮演武將的設計「成功地让《三国志》系列再度焕发了青春」。